# براناپلام
براناپلام (انگلیسی: Branaplam) که با نام‌های LMI070 و NVS-SM1 هم شناخته می‌شود، یک مولکول کوچک انتخابی و پُرقدرت و یک داروی آزمایشی است که توسط شرکت سوئیسی نوارتیس جهت درمان آتروفی عضلانی نخاعی، در حال بررسی و ساخت است.
این دارو یکی از مشتقات پیریدازین است و از طریق تغییر در پیرایش دگرسان (Alternative splicing) در ژن SMN2، تولید پروتئینِ «بقای سلول عصبی حرکتی (SMN)» را افزایش می‌دهد.
تا ماه مارس ۲۰۱۷ میلادی، این دارو در فاز ۲ کارآزمایی بالینی در نوزادان مبتلا به نوع ۱ آتروفی عضلانی نخاعی بوده‌است.

توتومری کتو-انول در براناپلام